# كريستين كيرش
كريستين كيرش (بالألمانية: Christine Kirch)‏ (و. أبريل 1697 – 1782 م) هي عالمة فلك ألمانية، ولدت في غوبن، توفيت في برلين.